# Bob Ferguson (cầu thủ bóng đá)
Robert Ferguson (25 tháng 7 năm 1917 – 17 tháng 6 năm 2006) là một cầu thủ bóng đá người Anh thi đấu ở vị trí thủ môn ở Football League cho Middlesbrough và York City, ở bóng đá non-league cho Hurworth Juniors và Goole Town và đầu quân cho Peterborough United mà không có một lần ra sân ở giải vô địch.